# Лестершир
Лестершир (енгл. Leicestershire) је традиционална грофовија Енглеске, која се налази у Мидландсу. Назив грофовије је преузето од града Лестера, традиционалног административног центра, иако град данас има самосталу управу и административно је одвојен од остатка грофовије. Грофовија граничи са Нотингамширом на сјеверу, Линколнширом на сјевероистоку, Ратландом на истоку, Нортхемптонширом на југоистоку, Ворикширом на југозападу, Стафордширом на западу, Дарбиширом на сјеверозападу.

## Географија
Ријека Сор (енгл. River Soar) , на крајнјем југу грофовије, расте источно од Хинклија (енгл. Hinckley) и тече према сјеверу кроз Лестер, гдје послије утјече у ријеку Трент (енгл. River Trent). Велики дио грофовије сјеверозапано око Коулвила (енгл. Coalville), чини дијелом новог државног шумског подручја (енгл. The National Forest) који се протеже даље у Дарбишир и Стафордшир. Највиша тачка грофовије је Бардон Хил (енгл. Bardon Hill, висине 278 метара. Најнижа тачка је сјеверно од Ботсфорда енгл. Bottesford), а износи 24.8 метара.